# صمام قفاز

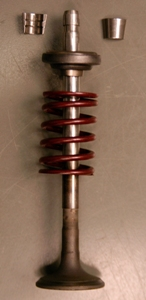
صمام قفّاز ومكوّناته

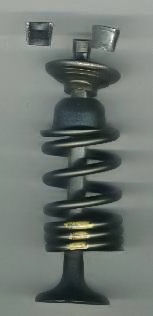
صمام قفاز Poppet valves مع سوستة او ياى ومانع تسرب oil seal

الصمّام القفّاز (يسمّى أحياناً صمام المشروم ) هو صمام يستخدم عادةً للتحكم بتوقيت وكمية تدفق غاز أو بخار إلى المحركات.
يحوي الصمام على ثقب دائري أو أسطواني له سدادة مستدقة (مدببة) عادة ما تكون على شكل قرص في نهاية قضيب يسمى جذع الصمام. يشار إلى الجزء من الثقب حيث يلتقي مع السدادة باسم «مقعد الصمام». يوجه القضيب قسم السدادة بالانزلاق على قسم «موجّه الصمام».
يستخدم الصمام في تطبيقات «العوادم» حيث يساعد الفرق في الضغط على إحكام إغلاق الصمام، في حين تساهم صمامات «الإدخال» في تكوين فرق الضغط يساهم في فتح الصمام. يعود تاريخ الصمام القفاز على الأقل إلى عقد سبيعينات القرن الثامن عشر، وذلك في عهد جيمس واط الذي استخدمه في بناء المحرك البخاري.

## اقرأ أيضاً
- محرك الاحتراق الداخلي
- محرك بخاري
- صمام